# Glória (honra)

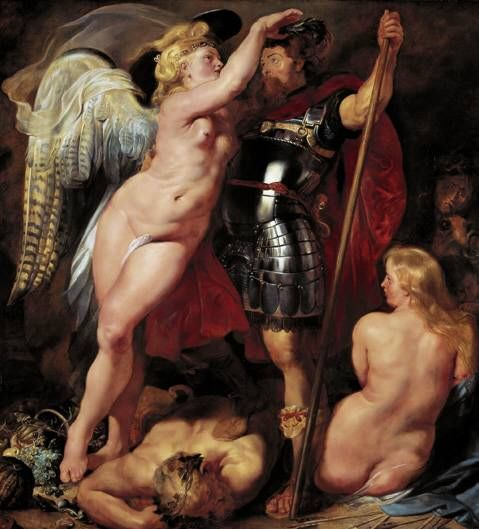
Coroação do Herói da Virtude por Peter Paul Rubens, por volta de 1612-1614.

A Glória é alto renome, louvor e honra obtidos por realizações notáveis e baseadas em amplo consentimento comum. Na cultura grega, fama e glória eram altamente consideradas, como é explicado em O Simpósio, um dos diálogos de Platão.

## Na cultura grega (Kleos)

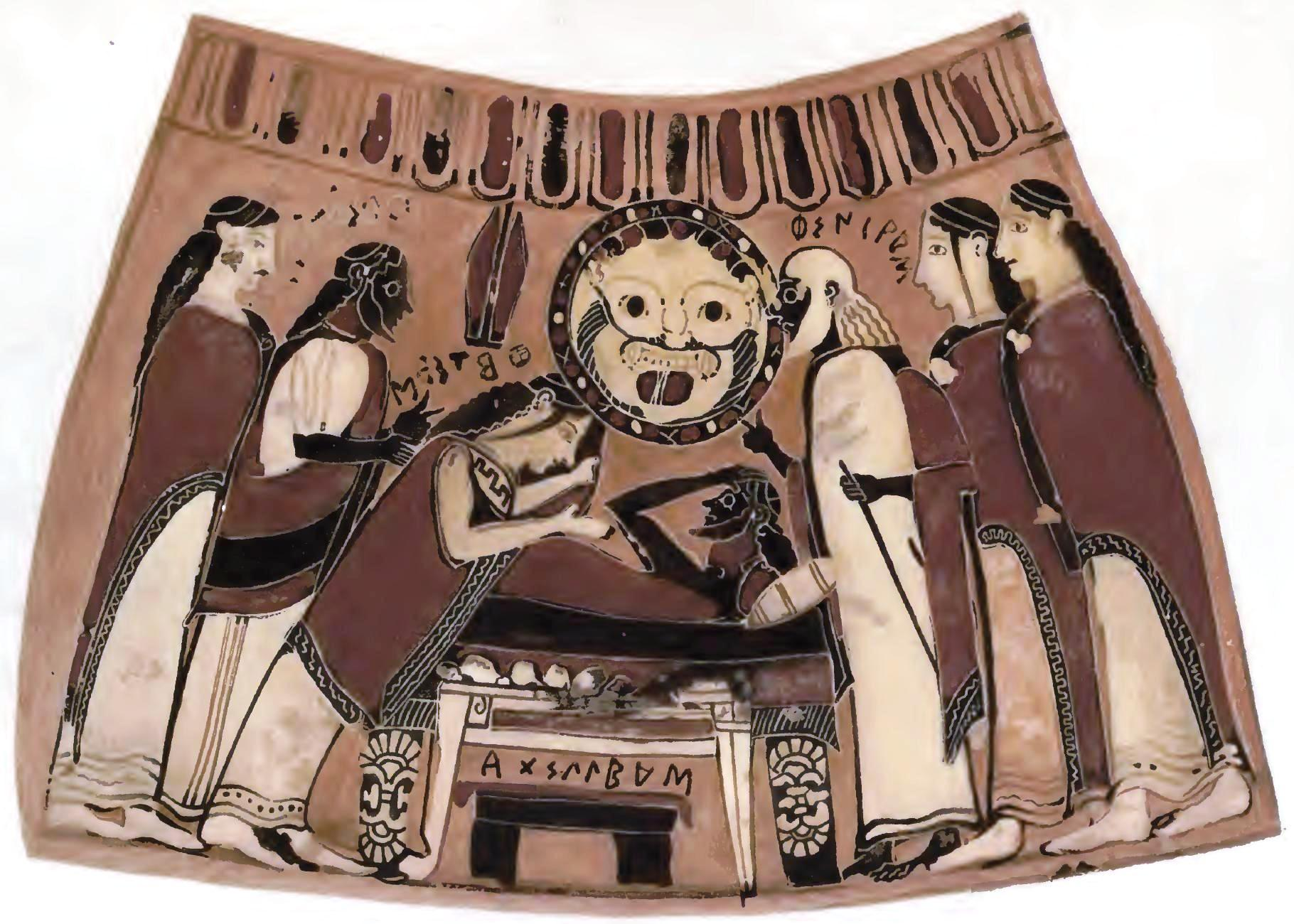
Aquiles lamentando a morte de Pátroclo, chitra coríntia.

Kleos (em grego: κλέος) é a palavra grega frequentemente traduzida como "renome" ou "glória". Está relacionada com a palavra "ouvir" e carrega o significado implícito de "o que os outros ouvem sobre você". Um herói grego ganha kleos realizando grandes feitos, muitas vezes por meio de sua própria morte. Kleos é invariavelmente transferido de pai para filho; o filho é responsável por continuar e construir sobre a "glória" do pai.
Kleos é um tema comum nos épicos de Homero, a Ilíada e a Odisséia, sendo o principal exemplo no último o de Odisseu e seu filho Telêmaco, que está preocupado que seu pai possa ter tido uma morte patética e lamentável no mar, em vez de uma morte respeitável e graciosa em batalha.

## Platão
O filósofo grego Platão, em seu diálogo O Banquete dedicado a discutir o amor, faz uma digressão sobre o tema da fama e da glória. É na seção que trata do diálogo entre Sócrates e Diotima. Ela está explicando que os homens buscam formas de alcançar algum tipo de imortalidade, por exemplo, por meio da procriação física e intelectual. Afirma então que o amor pela fama e glória é muito forte e, de fato, para obtê-las, os homens estão dispostos a grandes esforços, e também correm riscos e sacrifícios, até mesmo de suas vidas (auto-sacrifício), e ainda mais por isso do que para seus filhos. Em seguida, faz referências concretas a Alceste, que morreu para salvar Admeto, ou Aquiles para vingar Pátroclo, e a Codro, como exemplos de heróis em busca de fama e renome imortal.
Platão acreditava que "há uma vitória e uma derrota; a primeira e a melhor das vitórias, a mais baixa e a pior das derrotas que cada homem ganha ou sustenta nas mãos não de outro, mas de si mesmo" e "A primeira e melhor vitória é conquistar a si mesmo. Ser conquistado por si mesmo é, de todas as coisas, a mais vergonhosa e vil." Platão enfatizou que a vitória é automotivada, enquanto a glória é para beneficiar a vitória futura.

## Jorge Manrique
Jorge Manrique foi um proeminente poeta espanhol do século XV. Sua obra mais célebre foi Coplas a la Muerte de su Padre ("Estâncias sobre a morte de seu pai") que foi traduzida para a língua inglesa pelo poeta Henry Wadsworth Longfellow. Nele está uma explicação das três vidas dos homens:
- A vida terrestre, que termina com a morte
- A vida de fama, que é retida pela memória dos homens.
- A vida eterna, da fé cristã.

A vida de fama é expressa nos seguintes versos:
```
No se os haga tan amarga         (Não seja tão amarga)		
la batalla temerosa              (a batalha temerosa)		
que esperáis,                    (que esperais)		
pues otra vida más larga         (pois outra vida mais longa)		
de la fama gloriosa              (da fama gloriosa)		
acá dejáis,                      (aqui deixais)
```